# Ernst Parchmann
Ernst Parchmann (* 13. März 1930 in Lübz; † 24. September 1988 in Schwerin) war ein deutscher Journalist und Parteifunktionär (SED). Er war Chefredakteur der Schweriner Volkszeitung und Sekretär der SED-Bezirksleitung Schwerin.

## Leben
Parchmann, Sohn eines Tischlers und einer Dienstmagd, besuchte von 1936 bis 1944 die Volksschule in Lübz und von 1944 bis März 1945 die Lehrerbildungsanstalt Güstrow. Von März bis April 1945 war er Angehöriger des Volkssturms.
Nach dem Zweiten Weltkrieg arbeitete er bis Mai 1948 als Landarbeiter. Im April 1948 wurde er Mitglied der Sozialistischen Einheitspartei Deutschlands (SED). Von Juni 1948 bis Mai 1949 studierte er am Institut für Lehrerbildung (IfL) in Neukloster und arbeitete anschließend als Lehrer in Eggesin. Ab Februar 1950 diente er in der Grenzpolizei. Er war zunächst Angehöriger der VP-Grenzbereitschaft in Bad Doberan und von Januar bis November 1951 Politkultur-Leiter der VP-Grenzbereitschaft in Wittenburg im Rang eines Hauptwachtmeisters. Von Dezember 1951 bis August 1954 arbeitete er als Leiter der Grundschule in Granzin und von 1954 bis Februar 1955 als Assistent am Pädagogischen Institut Güstrow. Ein Fernstudium der Geschichte am Deutschen Pädagogischen Zentralinstitut von 1954 bis 1957 schloss er als Fachlehrer für Geschichte ab. Von März 1955 bis Januar 1956 war er Student und dann bis April 1956 Assistent an der SED-Bezirksparteischule in Güstrow. Im März 1956 fand er eine Anstellung als Redakteur bei der Schweriner Volkszeitung in Schwerin. Von April 1961 bis August 1964 weilte er zu einem Studium an der Parteihochschule der KPdSU in Moskau mit dem Abschluss als Diplom-Gesellschaftswissenschaftler. Ein weiteres Fernstudium, diesmal an der Fachschule für Journalistik des Verbandes der Journalisten der DDR in Leipzig, schloss er 1964 als Journalist ab. Ab September 1964 Mitglied des Redaktionskollegiums der Schweriner Volkszeitung, war er von 1965 bis 1967 stellvertretender Chefredakteur und fungierte schließlich von Juni 1967 bis März 1971 als Chefredakteur des SED-Bezirksorgans (Nachfolger von Kurt Neheimer). Von 1967 bis 1971 war er Vorsitzender des Bezirksverbandes Schwerin des Verbandes der Journalisten der DDR (VDJ) und gehörte als Mitglied dem Zentralvorstand des Verbandes an.
Von März 1971 bis Februar 1973 übte er die Funktion eines Sekretärs für Wissenschaft, Volksbildung und Kultur der SED-Bezirksleitung Schwerin aus (Nachfolger des verstorbenen Gerhard Ramming). Parchmann war von November 1971 bis Juni 1981 Abgeordneter des Bezirkstags Schwerin. Von März 1973 bis Januar 1974 war er als Redakteur und Leiter der Kulturabteilung Mitglied des Redaktionskollegiums des Zentralorgans der SED „Neues Deutschland“ in Ost-Berlin (Nachfolger von Klaus Höpcke). Auf eigenen Wunsch wurde er im Februar 1974 erneut Sekretär für Wissenschaft, Volksbildung und Kultur der SED-BL Schwerin und behielt diese Funktion bis Februar 1979. Von April 1979 bis zu seinem Tod im September 1988 war er schließlich Direktor des Senders Schwerin von Radio DDR.

## Auszeichnungen
- 1974 Vaterländischer Verdienstorden in Bronze